# Knut Erik Tranøy
Knut Erik Tranøy (Oslo, 10 dicembre 1918 – 19 marzo 2012) è stato un filosofo norvegese.

## Biografia
Durante la seconda guerra mondiale Tranøy, insieme ad altri 700 studenti norvegesi, fu deportato nel campo di concentramento di Buchenwald in Germania. Fu nominato professore presso l'Università di Bergen dal 1959 e presso l'Università di Oslo dal 1978. I suoi principali contributi furono nell'etica, in particolare nella medicina e nella scienza. Fu membro dell'Accademia norvegese delle scienze e delle lettere (1979). Fu decorato come Cavaliere di prima classe dell'Ordine reale norvegese di Sant'Olav nel 2002.

## Opere principali
- Tysklandsstudentene (1946) (coautore con Michael Sars)
- On the Logic of Normative Systems (1953, tesi)
- The Moral Import of Science. Essays on Normative Theory, Scientific Activity and Wittgenstein (1998)